# Речка (Красноярский край)
Ре́чка — посёлок в Уярском районе Красноярского края России. Входит в состав Балайского сельсовета.

## География
Посёлок находится на берегу реки Балай.

## История
В 1976 году указом Президиума Верховного Совета РСФСР посёлку лесоучастка Красноярского леспромхоза присвоено наименование Речка.

## Население
| 2010 |
| ---- |
| 11   |